# Дворец Камбон
Дворец Камбон (фр. Palais Cambon) — дворец, расположенный в 1-м округе Париже на одноимённой улице Камбон. В нём размещается Счётная палата Франции, а также Суд бюджетной и фискальной дисциплины.

## Расположение
Дворец находится в историческом центре Парижа, в непосредственной близости от площади Согласия. Ближайшие станции метрополитена — Мадлен, Конкорд и Тюильри.

## История
После разрушения Дворца Орсе, в котором до 1871 года находилась Счётная палата, на месте бывшего монастыря Успения, в 1898 году начались работы по сооружению нового здания. Проект сначала вёл архитектор Констан Муайо, а после его смерти — Поль Гаде.
На новое место учреждение переехало в 1912 году. Здание имеет пять этажей и внутренний двор. Позже Счётная палата заняла и соседние постройки, а в дворец переехал и фискальный суд.

## Архитектура
Фасады и крыша дворца, а также декорированные комнаты на первом этаже и парадная лестница с перилами из кованого железа признаны историческими памятниками в соответствии с указом от 18 мая 1993 года (и поправками от 14 марта 2006 года).